# Porxos i edificis de la plaça de la Vila (Almacelles)
Els Porxos i edificis de la plaça de la Vila és una obra d'Almacelles (Segrià) protegida com a Bé Cultural d'Interès Local.

## Descripció
Edifici d'habitatges de planta baixa i dos pisos que configuren un dels laterals de la plaça. Malgrat la gran quantitat d'habitatges que allotja i les remodelacions que ha sofert al llarg dels anys, el conjunt conserva en força bones condicions la prestància clàssica de la façana que el caracteritza.

## Història
Les vivendes són totes en règim de lloguer i una d'elles pertany a l'Ajuntament. Els porxos semblen ser del 1862.